# محمد أبو الشعيشع
محمد أبو الشعيشع لاعب كرة قدم مصري في الوسط في نادي بني سويف.